# وادي عرعرة
وادي عرعرة هو واد صغير في سراة بلاد بلقرن تسيل مياهه من السفوح الشرقية لجبل الحلا حتى يصب في وادي تبالة شمالي قرى عفراء.